# رأس بعلبک
رأس بعلبک (به عربی: راس بعلبک) یک منطقهٔ مسکونی در لبنان است که در استان بقاع واقع شده‌است.

## خصوصیات
رأس بعلبک ۲٬۰۰۰ نفر جمعیت دارد و ۱٬۰۰۰ متر بالاتر از سطح دریا واقع شده‌است.